# Heidelberger Poetikdozentur
Die Heidelberger Poetikdozentur ist eine zumeist jährlich stattfindende Vorlesungsreihe an der Ruprecht-Karls-Universität Heidelberg, bei der eine Schriftstellerin oder ein Schriftsteller über ihr bzw. sein Schaffen Vorträge und Lesungen aus ihrem bzw. seinem Werk hält sowie über ihre bzw. seine poetologischen Prämissen Auskünfte gibt.

## Geschichte
Die Heidelberger Poetikdozentur findet seit 1993 gewöhnlich Ende Juni/Anfang Juli statt und wird derzeit vom Germanistischen Seminar der Universität durch Friederike Reents und Michaela Kopp-Marx in Kooperation mit dem Kulturamt der Stadt Heidelberg organisiert. Sie ist zudem seit 2015 Teil des UNESCO-Programms City of Literature, dem Heidelberg seit Dezember 2014 angehört. Für Studierende gibt es im Sommersemester die Möglichkeit, ein begleitendes Seminar zu belegen, bei dem Werke der jeweiligen Schriftstellerin/des jeweiligen Schriftstellers behandelt werden. Äquivalent dazu findet im Wintersemester zur Vergabe des Clemens-Brentano-Preises ein Seminar statt.

## Dozenten
- 1993 Martin Walser
- 1994 Ulla Hahn
- 1995 Dieter Kühn
- 1996 Volker Braun
- 1997 Brigitte Kronauer
- 1998 Hanns-Josef Ortheil
- 1999 Michael Rutschky
- 2000 Eckhard Henscheid
- 2001 Ulla Berkéwicz
- 2003 Alexa Hennig von Lange
- 2004 Patrick Roth. Veröffentlicht 2005 als „Zur Stadt am Meer. Heidelberger Poetikvorlesungen“ (ISBN 978-3518124116) im Suhrkamp Verlag.
- 2006 Louis Begley
- 2007 Alban Nikolai Herbst
- 2008 Peter Bieri[2]
- 2010 Bernhard Schlink: „Gedanken über das Schreiben“. Ein gleichnamiger Band (ISBN 978-3257067835) ist 2011 im Diogenes Verlag erschienen.
- 2012 Patrick Roth: Innen - Amerika - Nacht[3]
- 2014 Wilhelm Genazino[4]
- 2015 Lutz Seiler: Laubsäge und Scheinbrücke. Aus der Vorgeschichte des Schreibens[5]
- 2016 Felicitas Hoppe: »Kröne dich selbst, sonst krönt dich keiner!«[6] Veröffentlicht im Universitätsverlag Winter, Heidelberg 2018, ISBN 978-3-8253-6755-8.
- 2017 Frank Witzel: »Über den Roman – hinaus«[7][8] Veröffentlicht im Universitätsverlag Winter, Heidelberg 2018, ISBN 978-3-8253-6817-3.
- 2018 Maxim Biller: »Literatur und Politik«
- 2019 Ulf Stolterfoht
- 2022 Anne Weber